# Jannie Momberg
Jan Hendrik Momberg (né le 27 juillet 1938 à Stellenbosch, province du Cap, en Afrique du Sud et mort le 7 janvier 2011 dans la ville du Cap, province du Cap-Occidental en Afrique du Sud) est un viticulteur, un administrateur sportif, un homme politique et un diplomate sud-africain, successivement membre du parti national (1957-1987), du parti indépendant (1987-1989), du parti démocratique (1989-1992) et du congrès national africain (1992-2011), membre du parlement pour la circonscription de Simon's Town (1989-1994) puis membre de l'assemblée nationale (1994-2001).
De 2001 à 2007, il est ambassadeur d'Afrique du Sud en Grèce, Bulgarie, Serbie-Monténégro, Bosnie-Herzégovine et Chypre.

## Biographie
Fils d'un Afrikaner nationaliste sympathisant d'Adolf Hitler par hostilité aux britanniques, Jannie Momberg (surnom Jan Bek) est né à Stellenbosch en 1938 dans une famille d'agriculteurs aisés, profondément conservatrice et nationaliste que fréquentent les futurs premiers ministres Daniel François Malan et John Vorster.
Étudiant à l'université de Stellenbosch où il fréquente la fille de John Vorster, Jannie Momberg est membre des formations de jeunesse du parti national. À la mort de son père, Jannie Momberg, 21 ans, hérite de la moitié de la ferme familiale, et à contrecœur suspend ses études en histoire et en économie (qu'il reprendra une décennie plus tard). Il revend finalement sa parcelle pour acheter le domaine historique et vinicole de Neethlingshof et devient viticulteur (millionnaire, il revendra le domaine en 1985).
Bien que secrétaire de la section du parti National locale en 1963, il affirme son opposition morale au Group Areas Act dans un article qu'il publie dans Die Burger après que des amateurs de musique aient été empêchés d'assister à un concert symphonique à l'hôtel de ville du Cap parce qu'ils n'étaient pas blancs. Il reste cependant au parti national en tant que partisan de l'aile réformiste. Parallèlement, il est président de l'Association d'athlétisme de la province de l'ouest et du club d’athlétisme de Stellenbosch puis vice-président de l'association sud-africaine d'athlétisme et président de l'Union de Cricket du Boland. Il est le directeur sportif de Zola Budd au milieu des années 1980 ce qui l'amène à venir régulièrement en Angleterre où il est confronté à l'image européenne véhiculé par les médias sur l'Afrique du Sud de l'apartheid. Profondément touché par les condamnations qui s'abattent sur son pays et ses citoyens blancs, Momberg démissionne du Parti national en 1987 et rejoint les indépendants de Denis Worrall dont il dirige la campagne durant les élections générales sud-africaines de 1987.
Membre fondateur du Parti démocratique, il se fait élire député de Simonstown lors des élections générales sud-africaines de 1989. Jan Momberg fait partie d'une poignée de membres du parti démocratique à se rendre cette année-là à Lusaka en Zambie pour des entretiens avec les dirigeants de l'ANC en exil qu'il considérait jusque-là comme des assassins impitoyables et des terroristes. La rencontre modifie sa vision de l'ANC, de ses militants et de l'avenir qu'il conçoit pour l'Afrique du Sud. Deux ans après la levée de l'interdiction de l'ANC par le gouvernement, Momberg et quatre autres députés du Parti démocratique (David Dalling, député de Sandton, Pierre Cronjé, député de Greytown, Rob Haswell, député de Pietermaritzburg-Sud et Jan van Eck, député de Claremont), démissionnent de leur formation politique pour rejoindre l'ANC. Refusant de rendre leurs mandats parlementaires respectifs, ils siègent parmi les indépendants devenant les premiers représentants (non officiels) de l'ANC au parlement.
Membre du comité exécutif de l'ANC pour le Cap-Occidental en 1992, Momberg est réélu au parlement sur la liste nationale de l'ANC lors des élections générales sud-africaines de 1994 qui aboutissent à la victoire du parti de Nelson Mandela. Momberg devient président du comité de programmation parlementaire et siège aux comités des affaires intérieures, des Sports et de l'éthique.
De 2001 à 2007, Jan Momberg est ambassadeur en Grèce, Bulgarie, Serbie-Monténégro, Bosnie-Herzégovine et Chypre. En 2005-2006, il est doyen du groupe des ambassadeurs africains, et reçoit, durant son mandat, la médaille de la ville d'Athènes pour avoir favoriser et entretenu d'excellentes relations diplomatiques entre l'Afrique du Sud et la Grèce.
Le 7 janvier 2011, Jannie Momberg meurt d'une crise cardiaque. Il avait 72 ans. Il est resté longtemps controversé dans une partie de la communauté afrikaner pour avoir rallié l'ANC en 1992 et ses mémoires justifiant toutes ses options politiques ont également fait l'objet de commentaires et d'appréciations diverses.

## Vie privée
Jannie Momberg s'est marié à Trienie Steyn en 1964 et a eu 4 enfants.

## Ouvrages
- From From Malan to Mbeki – The Memoirs of an Afrikaner with a Conscience, Benedic Boeke - 2011

## Sources